# Рояковка
Рояковка (укр. Рояківка) — село, Рояковский сельский совет, Кегичёвский район, Харьковская область, Украина.
Код КОАТУУ — 6323184801. Население по переписи 2001 года составляет 404 (186/218 м/ж) человека.
Является административным центром Рояковского сельского совета, в который, кроме того, входят сёла
Гутыревка,
Дальнее и
Софиевка.

## Географическое положение
Село Рояковка находится на левом берегу реки Вшивая, выше по течению на расстоянии в 3 км расположен пгт Кегичёвка, ниже по течению на расстоянии в 2,5 км расположено село Александровка, на противоположном берегу расположено село Гутыревка.
В селе несколько запруд.

## История
- 1784 — дата основания.

## Экономика
- Молочно-товарная и птице-товарная фермы.
- «Рояковка», сельскохозяйственное АП, ЧП.
- Сельскохозяйственное ООО «Софиевка» [1].

## Достопримечательности
- Братская могила советских воинов.

## Известные люди
- Клименко Николай Фёдорович (1923—1943) — Герой Советского Союза, родился 25 марта 1923 года в селе Рояковка.